# Арджентин, Морено
Морено Арджентин (итал. Moreno Argentin, род. 17 декабря 1960 в Сан-Дона-ди-Пьяве, Италия) — итальянский трековый и профессиональный шоссейный велогонщик. Чемпион мира 1986 года, серебряный и бронзовый призёр чемпионатов мира в шоссейной групповой гонке. Победитель этапов Джиро д’Италия, Тур де Франс и множества классических велогонок.

## Биография
После окончания профессиональной спортивной карьеры возглавил российскую велокоманду Рослотто. Затем сосредоточился на строительном бизнесе в северо-восточной части Италии.

## Победы
| 1981 - Джиро д’Италия — этапы 8 и 12 1982 - Джиро д’Италия — этап 8 - Джиро делла Романья - Трофей Маттеотти 1983 - Чемпион Италии в групповой гонке - Джиро д’Италия — этапы 7 и 21 - Кубок Сабатини 1984 - Джиро д’Италия — этапы 3 и 5 - Джиро дель Венето - Неделя Коппи и Бартали 1985 - Чемпион мира, групповая гонка — 3-е место - Льеж — Бастонь — Льеж - Тур Дании 1986 - Чемпион мира в групповой гонке - Льеж — Бастонь — Льеж 1987 - Чемпион мира, групповая гонка — 2-е - Льеж — Бастонь — Льеж - Джиро д’Италия — этапы 2, 4 и 7 - Джиро ди Ломбардия | 1988 - Джиро дель Венето - Джиро провинции Реджио-Калабрия 1989 - Чемпион Италии в групповой гонке 1990 - Тур Фландрии - Флеш Валонь - Тур де Франс — этап 3 - Кубок Сабатини 1991 - Флеш Валонь - Льеж — Бастонь — Льеж - Тур де Франс — этап 15 1992 - Неделя Коппи и Бартали 1993 - Джиро д’Италия — этапы 1 и 13 1994 - Флеш Валонь - Джиро д’Италия — этап 2 - Джиро дель Трентино |

## Статистика выступлений наГранд Турах
| Гранд Тур | 1981 | 1982 | 1983 | 1984 | 1985 | 1986 | 1987 | 1988 | 1989 | 1990 | 1991 | 1992 | 1993 | 1994 |
| --------- | ---- | ---- | ---- | ---- | ---- | ---- | ---- | ---- | ---- | ---- | ---- | ---- | ---- | ---- |
| Джиро     | 43   | 38   | 45   | 3    | сход | -    | 31   | -    | 15   | -    | -    | -    | 6    | 14   |
| Тур       | -    | -    | -    | -    | -    | -    | -    | -    | -    | сход | 59   | сход | -    | -    |
| Вуэльта   | -    | -    | -    | -    | -    | -    | сход | -    | -    | -    | -    | -    | -    | -    |